# Enrico Garozzo
Enrico Garozzo (Catania, 21 de junio de 1989) es un deportista italiano que compite en esgrima, especialista en la modalidad de espada. Su hermano Daniele también compite en esgrima.
Participó en dos Juegos Olímpicos de Verano, obteniendo una medalla de plata en Río de Janeiro 2016, en la prueba por equipos (junto con Marco Fichera, Paolo Pizzo y Andrea Santarelli), y el séptimo lugar en Tokio 2020, en la misma prueba.
Ganó una medalla de bronce en el Campeonato Mundial de Esgrima de 2014 y tres medallas en el Campeonato Europeo de Esgrima entre los años 2016 y 2019.

## Palmarés internacional
| Juegos Olímpicos   | Juegos Olímpicos        | Juegos Olímpicos  | Juegos Olímpicos   |
| Año                | Lugar                   | Medalla           | Prueba             |
| ------------------ | ----------------------- | ----------------- | ------------------ |
| 2016               | Río de Janeiro (Brasil) | Medalla de plata  | Espada por equipos |
| Campeonato Mundial |                         |                   |                    |
| Año                | Lugar                   | Medalla           | Prueba             |
| 2014               | Kazán (Rusia)           | Medalla de bronce | Espada individual  |
| Campeonato Europeo |                         |                   |                    |
| Año                | Lugar                   | Medalla           | Prueba             |
| 2016               | Toruń (Polonia)         | Medalla de plata  | Espada por equipos |
| 2018               | Novi Sad (Serbia)       | Medalla de bronce | Espada por equipos |
| 2019               | Düsseldorf (Alemania)   | Medalla de bronce | Espada individual  |